# Amtsgericht Vohenstrauß
Das Amtsgericht Vohenstrauß war ein von 1879 bis 1973 bestehendes bayerisches Gericht der ordentlichen Gerichtsbarkeit mit Sitz in der Stadt Vohenstrauß.

## Geschichte
Aus dem Landgericht älterer Ordnung Vohenstrauß entstand als Verwaltungsbehörde im Jahr 1862 das Bezirksamt Vohenstrauß. Das Landgericht Vohenstrauß blieb Gerichtsbehörde und wurde mit dem Gerichtsverfassungsgesetz von 1879 in ein Amtsgericht umgewandelt. Das Amtsgericht Vohenstrauß wurde Ende Juni 1973 aufgehoben.
Die am 1. Juli 1973 eingerichtete Zweigstelle des Amtsgerichtes Weiden in der Oberpfalz in Vohenstrauß bestand bis zum 30. Juni 2016.